# TrueCrypt
TrueCrypt é um aplicativo descontinuado de código aberto para Windows, Mac e Linux, usado para criar discos criptografados que podem ser montados como unidades virtuais. Esta aplicação era capaz de criar discos virtuais encriptados (mesmo em Flashdrives USB) como se de um disco real se tratasse. Podia encriptar uma partição do seu disco rígido ou um outro dispositivo de armazenamento como um flash drive USB.
Encriptava automaticamente em tempo real (on-the-fly) de uma forma "transparente". Possibilitava dois níveis de proteção. Caso seja obrigado a revelar a senha, haveria uma segunda proteção na qual o acesso aos dados estará preservado.

## Algoritmos de criptografia
Algoritmos individuais suportados pelo TrueCrypt são AES, Serpent e Twofish. Adicionalmente, cinco diferentes combinações de algoritmos cascata estão disponíveis: AES-Twofish, AES-Twofish-Serpent, Serpent-AES, Serpent-Twofish-AES e Twofish-Serpent. Usa RIPEMD-160, SHA-512 e Whirlpool como funções de hashing.

## Descontinuação
Em 28 de maio de 2014, o website oficial do TrueCrypt anunciou que o projeto não seria mais mantido pelos seus desenvolvedores, e recomendou que seus usuários migrassem para outro aplicativo suportado em seu sistema operacional, pois havia brechas de segurança não resolvidas. Na ocasião, foram levantadas suspeitas quanto à intervenção do Governo dos Estados Unidos no projeto.
Atualmente, a página avisa que o programa não pode mais ser considerado seguro, e recomenda passo-a-passo a migração dos dados. É possível criar discos virtuais no Windows usando arquivos do tipo .VHD (ou .VHDX para Windows 8 ou superior) e depois ligá-los ao BitLocker, tecnologia nativa do Windows que permite encriptar e definir uma senha para acesso à unidade.